# هيوز-ويلفريد داه
هوغز-ويلفريد حامد داه (بالفرنسية: Hugues-Wilfried Dah)‏ (ولد في 10 يوليو 1986) هو لاعب كرة قدم بوركينابي من دون عقد حاليا. يجيد اللعب في مركز الجناح الأيمن كما يجيد اللعب في مركزي الجناح الأيسر والمهاجم.

## الأندية
- 2006-2005:  أسفا ينينغا
- 2006:  ريناسيمينتو
- 2008-2007:  ليبرفيل
- 2009-2008:  القطن
- 2010-2009:  البسيتين
- 2011-2010:  العروبة
- 2012-2011:  النهضة
- 2014-2012:  الذيد[1][2]
- 2015-2014:  القوافل الرياضية بقفصة
- 2017-2016:  النجم الأولمبي بسيدي بوزيد

## المنتخبات
- 2012-:  بوركينا فاسو